# フランク・ロソリーノ
フランク・ロソリーノ（Frank Rosolino、1926年8月20日 - 1978年11月26日）は、アメリカのジャズ・トロンボーン奏者。

## 略歴
ロソリーノはアメリカ合衆国ミシガン州デトロイトで生まれ、ボブ・チェスター、グレン・グレイ、トニー・パスター、ハービー・フィールズ、ジーン・クルーパ、スタン・ケントンのビッグバンドで演奏した。ケントンと過ごした後、ロサンゼルスに定住し、ハワード・ラムゼイのライトハウス・オールスターズ (1954年–1960年) においてハモサ・ビーチで演奏した。
1960年代から1970年代にかけて、ロソリーノはロサンゼルスの多くのレコーディング・スタジオで活躍し、フランク・シナトラ、サラ・ヴォーン、トニー・ベネット、ペギー・リー、メル・トーメ、ミシェル・ルグラン、クインシー・ジョーンズなどの著名人と共演した。1960年代半ばから後半にかけて、彼と仲間のトロンボーン奏者マイク・バローネ (「トロンボーン・アンリミテッド」と呼ばれる) は、1968年のアルバム『Grazing in the Grass』など、現在のヒット曲をポップ・スタイルにアレンジしたアルバムをリバティ・レコードに録音した。また、スーザン・ヘイワード主演の映画『私は死にたくない』（1958年）や、バート・ランカスターとトニー・カーティス出演の映画『成功の甘き香り』（1957年）で、シェリー・マンのグループと共演している姿を見ることができる。彼は『スティーヴ・アレン・ショー』のレギュラーを務め、『ザ・トゥナイト・ショー』と『マーヴ・グリフィン・ショー』のゲスト・アーティストを務めた。ロソリーノは才能のあるボーカリストでもあり、特にジーン・クルーパのヒット・レコード「Lemon Drop」におけるワイルドなスキャットでの歌唱により有名だった。
1970年代、ロソリーノはクインシー・ジョーンズや、グラミー賞を受賞したグループ、スーパーサックスと共演し、ツアーを行った。
ロソリーノは私生活に大きな問題を抱えていた。彼が浮気をしていたことを知った彼の3番目の妻 (そして2人の息子の母親) は、ガレージで一酸化炭素を吸入して自殺した。彼女の死に耐え切れず、1978年11月26日、ロソリーノは眠っている息子2人を射殺した。1人は即死。もう1人は生き残ったが、目が見えなくなった。 ロソリーノは、息子を撃った直後に自らの頭を撃ち、死亡している。

## ディスコグラフィ

### リーダー・アルバム
- 『フランク・ロソリーノ』 - Frank Rosolino (1954年、Capitol)
- 『フランクリー・スピーキング』 - Frankly Speaking (1955年、Capitol)
- 『アイ・プレイ・トロンボーン』 - I Play Trombone (1956年、Bethlehem) ※with ソニー・クラーク
- 『フランク・ロソリーノ・クインテット』 - Frank Rosolino Quintet (1957年、Mode)
- 『ターン・ミー・ルース』 - Turn Me Loose! (1961年、Reprise)
- Jazz a Confronto 4 (1973年、Horo)
- 『復活』 - Conversation (1976年、RCA Victor) ※with コンテ・カンドリ
- Just Friends (1977年、MPS) ※with コンテ・カンドリ
- Thinking About You (1984年、Sackville)
- 『フリー・フォー・オール』 - Free for All (1986年、Speciality)
- 『フランク・トークス』 - Frank Talks! (1998年、Storyville)
- 『フォー・ホーンズ・アンド・ア・ラッシュ・ライフ』 - Four Horns And A Lush Life (2000年、Bethlehem)
- The Last Recording (2006年、Sea Breeze)